# Union (West Virginia)
Union is een plaats (town) in de Amerikaanse staat West Virginia, en valt bestuurlijk gezien onder Monroe County.

## Demografie
Bij de volkstelling in 2000 werd het aantal inwoners vastgesteld op 548.
In 2006 is het aantal inwoners door het United States Census Bureau geschat op 551, een stijging van 3 (0,5%).

## Geografie
Volgens het United States Census Bureau beslaat de plaats een oppervlakte van
1,2 km², geheel bestaande uit land. Union ligt op ongeveer 882 m boven zeeniveau.

## Plaatsen in de nabije omgeving
De onderstaande figuur toont nabijgelegen plaatsen in een straal van 32 km rond Union.